# Dundalk Football Club 1962-1963
Questa voce raccoglie le informazioni riguardanti il Dundalk Football Club nelle competizioni ufficiali della stagione 1962-1963.

## Maglie e sponsor
| Manica sinistra · Manica sinistra · Maglietta · Maglietta · Manica destra · Manica destra · Pantaloncini · Calzettoni |

## Rosa
| N. |                             | Ruolo | Calciatore             |
| -- | --------------------------- | ----- | ---------------------- |
|    | Irlanda (bandiera)          | P     | Christopher Barron     |
|    | Irlanda (bandiera)          | D     | Timmy Lyons            |
|    | Irlanda (bandiera)          | D     | John Murphy (capitano) |
|    | Irlanda (bandiera)          | D     | Patsy McKeown          |
|    | Irlanda (bandiera)          | D     | Leo O'Reilly           |
|    | Irlanda (bandiera)          | D     | Tommy Rowe             |
|    | Irlanda del Nord (bandiera) | C     | Francis Callan         |
|    | Irlanda del Nord (bandiera) | C     | Ted Harte              |

| N. |                             | Ruolo | Calciatore    |
| -- | --------------------------- | ----- | ------------- |
|    | Irlanda del Nord (bandiera) | C     | James Hasty   |
|    | Irlanda (bandiera)          | C     | David McArdle |
|    | Irlanda (bandiera)          | C     | Jimmy Redmond |
|    | Irlanda (bandiera)          | C     | Joe Menary    |
|    | Irlanda (bandiera)          | A     | Dermot Cross  |
|    | Irlanda (bandiera)          | A     | Billy Kennedy |
|    | Irlanda (bandiera)          | A     | Stan Pownall  |

## Risultati

### A Division

#### Girone di andata
| Dundalk 25 novembre 1962 1ª giornata | Dundalk | 2 – 1 | Cork Celtic |  |

| Waterford 2 dicembre 1962 2ª giornata | Waterford | 3 – 2 | Dundalk |  |

| Dundalk 9 dicembre 1962 3ª giornata | Dundalk | 5 – 2 | Drumcondra |  |

| Dublino 9 dicembre 1962 4ª giornata | St Patrick's | 2 – 2 | Dundalk |  |

| Dundalk 23 dicembre 1962 5ª giornata | Dundalk | 2 – 1 | Shelbourne |  |

| Dublino 27 marzo 1963 6ª giornata | Shamrock Rovers | 1 – 1 | Dundalk |  |

L'incontro, programmato per il 30 dicembre 1963, è stato posposto in seguito a delle condizioni atmosferiche sfavorevoli.
| Dundalk 6 gennaio 1963 7ª giornata | Dundalk | 3 – 0 | Limerick |  |

| Cork 13 gennaio 1963 8ª giornata | Cork Hibernians | 1 – 0 | Dundalk |  |

| Dundalk 20 gennaio 1963 9ª giornata | Dundalk | 5 – 1 | Bohemians |  |

#### Girone di ritorno
| Cork 27 gennaio 1963 10ª giornata | Cork Celtic | 2 – 2 | Dundalk |  |

| Waterford 3 febbraio 1963 11ª giornata | Dundalk | 2 – 2 | Waterford |  |

| Dublino 10 febbraio 1963 12ª giornata | Drumcondra | 0 – 0 | Dundalk |  |

| Dundalk 24 febbraio 1963 13ª giornata | Dundalk | 4 – 1 | St Patrick's |  |

| Dundalk 3 marzo 1963 14ª giornata | Shelbourne | 1 – 2 | Dundalk |  |

| Dublino 17 marzo 1963 15ª giornata | Dundalk | 1 – 3 | Shamrock Rovers |  |

| Limerick 24 marzo 1963 16ª giornata | Limerick | 0 – 2 | Dundalk |  |

| Dundalk 31 marzo 1963 17ª giornata | Dundalk | 2 – 0 | Cork Hibernians |  |

| Dublino 4 aprile 1963 18ª giornata | Bohemians | 2 – 2 | Dundalk |  |

### FAI Cup
| Waterford 17 febbraio 1963 | Waterford | 0 – 2 | Dundalk |  |

| Dundalk 10 marzo 1963 | Dundalk | 1 – 2 | Cork Hibernians |  |

## Statistiche

### Statistiche di squadra
| Competizione    | Punti | Totale | Totale | Totale | Totale | Totale | Totale | DR  |
| Competizione    | Punti | G      | V      | N      | P      | Gf     | Gs     | DR  |
| --------------- | ----- | ------ | ------ | ------ | ------ | ------ | ------ | --- |
| A Division      | 24    | 18     | 9      | 6      | 3      | 39     | 23     | +16 |
| Coppa d'Irlanda | -     | 2      | 1      | 0      | 1      | 3      | 2      | +1  |
| Totale          | -     | 20     | 10     | 6      | 4      | 42     | 25     | +17 |